# Live at the Orpheum
Live at the Orpheum — концертний альбом британського гурту King Crimson, представлений 13 січня 2015 року на лейблі Discipline Global Mobile. Композиції альбому було записано 30 вересня та 1 жовтня під час концерту гурту в Лос-Анджелесі (Каліфорнія).

## Список композицій
| #  | Назва                                | Автор(и)                                                       | Тривалість |
| -- | ------------------------------------ | -------------------------------------------------------------- | ---------- |
| 1. | «Monk Morph Chamber Music» (Walk On) | Мел Коллінз, Роберт Фріпп, Тоні Левін                          | 2:34       |
| 2. | «One More Red Nightmare»             | Фріпп, Джон Веттон                                             | 6:07       |
| 3. | «Banshee Legs Bell Hassle»           | Гевін Харрісон                                                 | 1:40       |
| 4. | «The ConstruKction of Light»         | Адріан Белью, Фріпп, Трей Ганн, Пет Мастелотто                 | 6:32       |
| 5. | «The Letters»                        | Фріпп, Пітер Синфілд                                           | 4:57       |
| 6. | «Sailor's Tale»                      | Фріпп                                                          | 6:51       |
| 7. | «Starless»                           | Білл Бруфорд, Девід Кросс, Фріпп, Річард Палмер-Джеймс, Веттон | 12:15      |